# Petits arrangements avec ma mère
Petits arrangements avec ma mère est un téléfilm franco-suisse réalisé par Denis Malleval et diffusé le 1er janvier 2012 sur TSR2 et le 28 février 2012 sur France 3.

## Synopsis
Fabien, 40 ans, cadre supérieur, est licencié. Sous la pression de sa femme, Daniela, il essaie de récupérer l'appartement qu'il a mis à disposition de sa mère. Celle-ci n'est pas disposée à quitter l'appartement, d'autant moins qu'elle a rencontré un nouvel ami, André.

## Fiche technique
- Réalisation : Denis Malleval
- Scénario : Sandro Agénor
- Photographie : Philippe Pavans de Ceccatty
- Durée : 90 min
- Genre : comédie dramatique

## Distribution
- Line Renaud : Marie-Louise
- Rayane Bensetti : Roby
- Samuel Labarthe : Fabien
- Agathe de La Boulaye : Daniela
- Michel Aumont : André
- Flore Bonaventura : Pamyna
- Dany Benedito : Valérie
- Lise Chevalier : Anaïs
- Florence Hebbelynck : Céline Berger